# Хорнсторф
Хорнсторф (њем. Hornstorf) општина је у њемачкој савезној држави Мекленбург-Западна Померанија. Једно је од 91 општинског средишта округа Нордвестмекленбург. Према процјени из 2010. у општини је живјело 1.158 становника. Посједује регионалну шифру (AGS) 13058049.

## Географски и демографски подаци
Хорнсторф се налази у савезној држави Мекленбург-Западна Померанија у округу Нордвестмекленбург. Општина се налази на надморској висини од 47 метара. Површина општине износи 14,9 km². У самом мјесту је, према процјени из 2010. године, живјело 1.158 становника. Просјечна густина становништва износи 78 становника/km².